# Ingrid Jacquemod
Ingrid Jacquemod (Bourg-Saint-Maurice, 23 september 1978) is een Franse voormalige alpineskiester. Ze vertegenwoordigde haar vaderland op de Olympische Winterspelen 2002 in Salt Lake City (Verenigde Staten), op de Olympische Winterspelen 2006 in Turijn (Italië) en op de Olympische Winterspelen 2010 in Vancouver (Canada).

## Carrière
In december 1997 maakte Jacquemod haar wereldbekerdebuut in Park City. Twee maanden later scoorde ze in Zwiesel haar eerste wereldbekerpunten. In februari 2000 behaalde de Française in Santa Caterina haar eerste toptienklassering. In Sankt Anton nam Jacquemod deel aan de wereldkampioenschappen alpineskiën 2001. Op dit toernooi eindigde ze als eenentwintigste op de Super G en als zesentwintigste op de afdaling. Tijdens de Olympische Winterspelen van 2002 in Salt Lake City eindigde de Française als tweeëntwintigste op de Super G en als drieëntwintigste op de afdaling. Op de wereldkampioenschappen alpineskiën 2003 in Sankt Moritz eindigde Jacquemod als tweeëntwintigste op de Super G en als negenentwintigste op de afdaling. Enkele weken na de wereldkampioenschappen stond de Française in Lillehammer voor de eerste maal in haar carrière op het wereldbekerpodium, in januari 2005 boekte Jacquemod in Santa Caterina haar eerste wereldbekerzege. In Bormio nam de Française deel aan de wereldkampioenschappen alpineskiën 2005. Op dit toernooi eindigde ze als vijfde op de afdaling, als elfde op de reuzenslalom en als zeventiende op de Super G. Samen met Carole Montillet, Laure Pequegnot, Christel Pascal, Jean-Pierre Vidal en Pierrick Bourgeat veroverde ze de bronzen medaille in de landenwedstrijd. Tijdens de Olympische Winterspelen van 2006 in Turijn eindigde Jacquemod als zestiende op de afdaling, als eenentwintigste op de reuzenslalom en als tweeëndertigste op de Super G. Op de wereldkampioenschappen alpineskiën 2007 in Åre eindigde de Française als achtste op de afdaling, als veertiende op de supercombinatie en als vijftiende op de reuzenslalom. In de landenwedstrijd eindigde ze samen met Anne-Sophie Barthet, Pierrick Bourgeat, Florine De Leymarie, Antoine Dénériaz en Jean-Baptiste Grange op de vijfde plaats. Aan het eind van het seizoen 2006/2007 eindigde ze voor de eerste keer in de top tien van het algemeen klassement. In Val-d'Isère nam Jacquemod deel aan de wereldkampioenschappen alpineskiën 2009. Op dit toernooi eindigde ze als vijftiende op de supercombinatie, als negentiende op de Super G en als twintigste op de afdaling.

## Resultaten

### Titels
Frans kampioene afdaling - 2000
Frans kampioene super G - 2000, 2004, 2005
Frans kampioene reuzenslalom - 2004, 2005
Frans kampioene supercombinatie - 2010

### Olympische Spelen
| Jaar | Plaats         | Resultaten                                |
| ---- | -------------- | ----------------------------------------- |
| 2002 | Salt Lake City | 22e Super G 23e Afdaling                  |
| 2006 | Turijn         | 16e Afdaling 21e Reuzenslalom 32e Super G |
| 2010 | Vancouver      | 23e Afdaling 10e Super-G                  |

### Wereldkampioenschappen
| Jaar | Plaats       | Resultaten                                                           |
| ---- | ------------ | -------------------------------------------------------------------- |
| 2001 | Sankt Anton  | 21e Super G 26e Afdaling                                             |
| 2003 | Sankt Moritz | 22e Super G 29e Afdaling                                             |
| 2005 | Bormio       | 5e Afdaling · 11e Reuzenslalom · 17e Super G · Team                  |
| 2007 | Åre          | 8e Afdaling 14e Supercombinatie 15e Reuzenslalom DNF Super G 5e Team |
| 2009 | Val-d'Isère  | 15e Supercombinatie 19e Super G 20e Afdaling                         |
| 2011 | Garmisch-P.  | 17e Super-G 18e Afdaling                                             |

### Wereldbeker

#### Eindklasseringen
| Seizoen   | Algm | AD  | RS  | SG  | SC  |
| --------- | ---- | --- | --- | --- | --- |
| 1996/1997 | 103e | -   | 44e | -   | -   |
| 1997/1998 | 73e  | -   | -   | 43e | 15e |
| 1998/1999 | 69e  | 41e | -   | 40e | 15e |
| 1999/2000 | 32e  | 18e | 34e | 18e | -   |
| 2000/2001 | 45e  | 28e | -   | 21e | -   |
| 2001/2002 | 69e  | 27e | -   | 34e | -   |
| 2002/2003 | 31e  | 7e  | -   | 19e | -   |
| 2003/2004 | 35e  | 19e | -   | 19e | -   |
| 2004/2005 | 13e  | 6e  | 24e | 15e | -   |
| 2005/2006 | 25e  | 29e | 21e | 21e | -   |
| 2006/2007 | 10e  | 5e  | 17e | 16e | 9e  |
| 2007/2008 | 11e  | 8e  | 9e  | 24e | 7e  |
| 2008/2009 | 31e  | 29e | 23e | 18e | 23e |
| 2009/2010 | 9e   | 4e  | 35e | 6e  | 45e |
| 2010/2011 | 34e  | 14e | -   | 28e | -   |

#### Wereldbekerzeges
| Datum          | Plaats         | Onderdeel |
| -------------- | -------------- | --------- |
| 7 januari 2005 | Santa Caterina | Afdaling  |